# Macrotarsomys
Genre
Macrotarsomys est un genre de rongeurs de la famille des Nesomyidae. Ces espèces sont confinées aux formations forestières sèches de l’ouest de Madagascar.

## Liste des espèces
Selon la Mammal Diversity Database (17 juillet 2023) :
- Macrotarsomys bastardi Milne-Edwards & G. Grandidier, 1898
- Macrotarsomys ingens Petter, 1959
- Macrotarsomys petteri M. Goodman & Voahangy Soarimalalab, 2003